# Повернення Максима
«Повернення Максима» (рос. «Возвращение Максима») — російський радянський художній фільм, поставлений на кіностудії «Ленфільм» в 1937 році режисерами Григорієм Козинцевим та Леонідом Траубергом.

## Зміст
Дія фільму відбувається в 1914 році. Тепер спритному і верткому Максиму належить очолити робочі заколоти. Саме йому, людині, яка віддана революції і боротьбі за права, необхідно взяти на себе велику відповідальність. Його навички приховувати інформацію й обводити навколо пальця супротивників будуть дуже доречними.

## Ролі
- Борис Чирков — Максим Іванович Лисіцин — професійний революціонер, більшовик, він же товариш Федір
- Валентина Кібардіна — Наташа Артем'єва — редактор газети «Правда», вона ж товариш Олена
- Анатолій Кузнецов — депутат Держдуми Тураєв
- Михайло Жаров — конторник Невського заводу Платон Васильович Димба, чорносотенець
- Василь Ванін — більшовик Микола
- Олексій Бонді — меншовик
- Василь Меркур'єв — студент-меншовик
- Юрій Толубєєв — штрейкбрехер-залізничник
- Олександр Зражевський — Василь Кузьмич Єрофієв, старий токар Північного заводу
- Олександр Чистяков — Міщенко, робітник-ливарник Північного заводу
- Микола Крючков — солдат в «теплушці» (в титрах не вказаний)
- Марія Яроцька — дружина Нікадіма, пере білизну на містках в річці (в титрах не вказана)

## Знімальна група
- Сценарій — Григорія Козинцева, Льва Славіна, Леоніда Трауберга
- Режисери — Григорій Козинцев, Леонід Трауберг
- Композитор — Дмитро Шостакович
- Оператор — Андрій Москвін
- Художник — Євген Еней
- Звукооператори — Ілля Волк, Борис Хуторянський (в титрах зазначений як — Г. Хуторянський)
- Асистенти — Надія Кошеверова, Ілля Фрез, Сухобоков Володимир, М. Герлтовський, А. Гурвич

## Відгуки
Однією з найбільш відомих і яскравих сцен фільму є епізод партії на більярді головного героя з Платоном Димбой.
У «Поверненні Максима» коронним атракціоном і «цвяхом» ставав більярдний турнір в трактирі, де Максим заганяв під стіл самого «короля санкт-петербурзького більярду» — конторщика і спостерігача Платона Димбу — блискучого Михайла Жарова (насправді турнір був потрібен, щоб вивідати у Димби, на який завод передали військове замовлення, — завдання партії).
У фільмі «Повернення Максима» була використана класична сцена гри на більярді, в якій були зайняті Борис Чирков, наш «позитивний» герой, пролетар і анархіст Платон Димба, якого грав наш чудовий артист Михайло Жаров. До речі, у всіх епізодах гри на більярді їх удари «виконував» відомий пітерський гравець Жорж Гаєв. Але тоді я цього не знав. Для мене це був свого роду більярдний спектакль, свого роду атракціон. Я до сих пір залишаюся під враженням настільки чудової гри акторів.

## Додаткова інформація
- Спочатку в ролі Димби знімався інший актор, причому робота над роллю була практично завершена. Однак Трауберг і Козинцев бачили в цьому втіленні тільки абсолютного класового ворога, без натяку на чарівність. Зникав конфлікт: боротися з таким персонажем Максиму було б не цікаво. Режисери звернулися до Михайла Жарову (зайнятого в цей час в картині «Петро Перший») з пропозицією перезняти цей епізод з його участю.

У Жарова заговорив професіонал. Він знав, яким міг би зробити Димбу: потрібен хороший костюм, краватка, прямий проділ в темних, густо намазали брілліантіном волосся. Козинцев, підхопивши Жарова під руку, потягнув його студійним коридором у бік свого павільйону: «Ми спеціально не розбирали декорації трактиру … Давайте прямо ось так — відразу — спробуємо зіграти пару сцен, так?»… Сцена була відзнята на одному диханні і тут же був призначений перегляд, після якого Жаров зрозумів, що попався. Тепер він вже не міг відмовитися від Димби — цього вульгарного, смішного, чарівного малого, який дивився на нього з екрану. Він реготав, дивлячись на його кривляння і стрибки, і вже хотів дати йому життя. Жаров, безумовно, був переконливий у виконанні Платона Димби — більярдіста і хулігана, але при цьому настільки привабливий, що глядачі забували про те, що його персонаж негативний.
- Образ депутата Тураєва був створений з реального члена державної думи Російської імперії IV скликання від соціал-демократів Олексія Бадаєва.

## Нагороди
Наступні творці трилогії про Максима удостоєні Сталінської премії першого ступеня: Г. Козинцев, Л. Трауберг, Б. Чирков (1941 рік).

## Видання на відео
Фільм випущений на VHS виданням «Майстер тейп» у 2000 році. 31 березня 2005 року випущений на DVD студією «Союз відео».